# 兌換性
兌換性（だかんせい、Convertibility）とは、貨幣やその他の金融商品を、他の流動的な価値保存手段に交換できる性質のことである。兌換性は、異なる通貨で評価された商品を交換しなければならない国際貿易において重要な要素である。

## 通貨取引
自由に兌換できる通貨は、さまざまな国際市場で即座に価値を持ち、他の通貨と交換する方法や量にほとんど制限がない。自由な兌換はハード・カレンシーの大きな特徴である。
国によっては、自国通貨の法定為替レートを制限する法律を制定したり、一定額以上の両替を許可制にしたりしている。朝鮮民主主義人民共和国ウォン、トランスニストリアのルーブル、キューバ・ペソなど、一部の通貨は公式には兌換不可能であり、闇市場でしか兌換できない。公式為替レートが設定されている場合、闇市場での価値は低くなることが多い。
兌換規制は、全体的な金融政策の一環として導入されることもある。例えば、アルゼンチン・ペソに対する規制は、1990年代の経済危機 (アルゼンチン)の際に導入され、その後の危機の際には2002年に廃止された。

## 実物貨幣
兌換性が最初に重要な問題となったのは、貨幣供給において紙幣が実物貨幣に取って代わり始めた時期である。金本位制と銀本位制の下では、紙幣は額面どおりの価値で硬貨と交換できたが、破綻した銀行や政府は、準備金を過剰に保有することが多い。
歴史的に見ると、銀行券は西欧諸国で共通の、あるいはよく似たパターンをたどってきた。もともと分散化され、さまざまな独立銀行から発行されていた紙幣は、次第に国家の管理下に置かれ、中央銀行の独占的特権となった。その過程で、銀行券は実物貨幣（金や銀）の代用品に過ぎないという原則は徐々に放棄されていった。
金本位制のもとでは、たとえばブレトンウッズ体制の下では、発行銀行は自国通貨を金地金、または米ドルに交換する義務を負い、米ドルは1トロイオンスあたり35ドルの公定レートで金地金に交換できた。金準備の増加には限界があり、ドル供給が大きくインフレしたため、米国は1974年に金為替本位制と金地金兌換bullion convertibilityを廃止した。
現代の国際通貨体制では、通貨は発行者（政府や中央銀行）の不換紙幣に基づいて発行され、有形資産への兌換は保証されていない。